# Courcelles-lès-Lens
Courcelles-lès-Lens és un municipi francès situat al departament del Pas de Calais i a la regió dels Alts de França. L'any 2007 tenia 5.965 habitants.

## Demografia

### Població
El 2007 la població de fet de Courcelles-lès-Lens era de 5.965 persones. Hi havia 2.100 famílies de les quals 482 eren unipersonals (145 homes vivint sols i 337 dones vivint soles), 578 parelles sense fills, 867 parelles amb fills i 173 famílies monoparentals amb fills.
La població ha evolucionat segons el següent gràfic:
Habitants censats

### Habitatges
El 2007 hi havia 2.259 habitatges, 2.147 eren l'habitatge principal de la família, 2 eren segones residències i 111 estaven desocupats. 2.095 eren cases i 148 eren apartaments. Dels 2.147 habitatges principals, 1.211 estaven ocupats pels seus propietaris, 821 estaven llogats i ocupats pels llogaters i 114 estaven cedits a títol gratuït; 9 tenien una cambra, 85 en tenien dues, 284 en tenien tres, 574 en tenien quatre i 1.194 en tenien cinc o més. 1.755 habitatges disposaven pel capbaix d'una plaça de pàrquing. A 1.039 habitatges hi havia un automòbil i a 651 n'hi havia dos o més.

### Piràmide de població
La piràmide de població per edats i sexe el 2009 era:
| Homes | Edats   | Dones |
| ----- | ------- | ----- |
| 0     | 95 o +  | 4     |
| 12    | 90 a 94 | 8     |
| 4     | 85 a 89 | 24    |
| 16    | 80 a 84 | 36    |
| 76    | 75 a 79 | 136   |
| 112   | 70 a 74 | 84    |
| 148   | 65 a 69 | 144   |
| 136   | 60 a 64 | 168   |
| 88    | 55 a 59 | 132   |
| 176   | 50 a 54 | 180   |
| 172   | 45 a 49 | 160   |
| 264   | 40 a 44 | 232   |
| 208   | 35 a 39 | 236   |
| 204   | 30 a 34 | 172   |
| 180   | 25 a 29 | 248   |
| 252   | 20 a 24 | 184   |
| 336   | 15 a 19 | 260   |
| 288   | 10 a 14 | 304   |
| 220   | 5 a 9   | 216   |
| 160   | 0 a 4   | 180   |

## Economia
El 2007 la població en edat de treballar era de 3.842 persones, 2.391 eren actives i 1.451 eren inactives. De les 2.391 persones actives 1.919 estaven ocupades (1.139 homes i 780 dones) i 472 estaven aturades (276 homes i 196 dones). De les 1.451 persones inactives 315 estaven jubilades, 431 estaven estudiant i 705 estaven classificades com a «altres inactius».

### Ingressos
El 2009 a Courcelles-lès-Lens hi havia 2.137 unitats fiscals que integraven 5.943 persones, la mediana anual d'ingressos fiscals per persona era de 12.792 €.

### Activitats econòmiques
Dels 165 establiments que hi havia el 2007, 1 era d'una empresa extractiva, 4 d'empreses alimentàries, 1 d'una empresa de fabricació de material elèctric, 9 d'empreses de fabricació d'altres productes industrials, 25 d'empreses de construcció, 44 d'empreses de comerç i reparació d'automòbils, 13 d'empreses de transport, 10 d'empreses d'hostatgeria i restauració, 2 d'empreses d'informació i comunicació, 8 d'empreses financeres, 5 d'empreses immobiliàries, 8 d'empreses de serveis, 21 d'entitats de l'administració pública i 14 d'empreses classificades com a «altres activitats de serveis».
Dels 36 establiments de servei als particulars que hi havia el 2009, 1 era una oficina de correu, 1 una oficina bancària, 1 funerària, 2 tallers de reparació d'automòbils i de material agrícola, 1 autoescola, 2 paletes, 2 guixaires pintors, 6 fusteries, 5 lampisteries, 2 electricistes, 3 empreses de construcció, 5 perruqueries, 1 agència de treball temporal i 4 restaurants.
Dels 14 establiments comercials que hi havia el 2009, 2 eren supermercats, 1 una gran superfície de material de bricolatge, 2 botiges de menys de 120 m², 2 fleques, 1 una fleca, 1 una botiga de roba, 1 una sabateria, 2 botigues de material esportiu i 2 floristeries.
L'any 2000 a Courcelles-lès-Lens hi havia 4 explotacions agrícoles.

## Equipaments sanitaris i escolars
El 2009 hi havia 1 centre de salut, 2 farmàcies i 1 ambulància.
El 2009 hi havia 2 escoles maternals i 3 escoles elementals. Courcelles-lès-Lens disposava d'un col·legi d'educació secundària amb 336 alumnes.

## Poblacions més properes
El següent diagrama mostra les poblacions més properes.